# Чалбучи-Килга
Чалбучи-Килга — село в Нерчинско-Заводском районе Забайкальского края в составе сельского поселения «Булдуруйское».

## География
Село находится в южной части района на расстоянии примерно 18 километров (по прямой) на юг-юго-восток от села Нерчинский Завод.
Климат
Климат характеризуется как резко континентальный, с продолжительной морозной зимой и относительно коротким тёплым летом. Средняя температура самого тёплого месяца (июля) составляет 18 — 19 °С (абсолютный максимум — 40 °С). Средняя температура самого холодного месяца (января) — −28,9 °С (абсолютный минимум — −53 °С). Годовое количество осадков — 412—420 мм.
Часовой пояс
Село находится в часовой зоне МСК+6. Смещение применяемого времени относительно UTC составляет +9:00.

## История
Основано в 1751 году как пограничный караул с населением из тунгусов и бурятов. С 1851 году станица Забайкальского казачьего войска. В советское время работали колхозы «Красный Октябрь», «Рассвет» и совхозы «Нер-Заводский» и «Рассвет».

## Население
Постоянное население составляло в 2002 году 261 человек (98 % русские), в 2010 году 239 человек.